# Armensko Kraljevstvo (stari vijek)
Kraljevina Armenija (armenski: Մեծ Հայք, Metz Hayk) je bila neovisna monarhija od 331. pr. Kr. do 428. godine. Vrhunac je doživjela u helenističkom razdoblju za vladavine Tigrana Velikog i njegovog sina Artavazda II., kada ga nazivaju i Armenskim Carstvom.

## Rana povijest
Nekoliko drevnih carstava se prostiralo na područjima Armenije, kao što su Hetitsko Carstvo (na vrhuncu moći), huritsko kraljevstvo Mitani (oko 1500. – 1300. pr. Kr. na povijesnom području jugozapadne Armenije) i Konfederacije Hajasa (oko 1500. – 1200. pr. Kr. na ostalom području Armenije), te naroda Nairi (12. – 9. stoljeće pr. Kr.) i Kraljevstva Urartu (1000. – 600. pr. Kr.). Svaki od ovih naroda i plemena je sudjelovalo u oblikovanju armenskog naroda
Kralj Urartua, Argištis I. je osnovao armensku prijestolnicu Erevan 782. pr. Kr.
Oko 600. pr. Kr. na vlast u Armeniji dolazi dinastija Orontida koji su osnovali prvo Armensko Kraljevstvo koje je bilo nekad potpuno, a nekad djelomično neovisno od Perzijskog Carstva.
Nakon bitke kod Gaugamele (331. pr. Kr.) i propasti Ahemenidske Perzije, satrap Oront III. je preuzeo istočnu Armeniju (tzv. "Velika Armenija"), dok su zapadna područja ujedinjena pod satrapom Mitridatom u t.zv. "Malu Armeniju", i obje države su proglasile samostalnost. Do 3. stoljeća pr. Kr. Mala Armenija se proširila prema jugu, sve do obala Crnog mora (današnja turska pokrajina Cilicija). Od ovih Armenaca je nastao današnji narod Amšenci koji žive u turskoj pokrajini Hemşin.
Oront III. je pobijedio Menona, generala makedonske vojske Aleksandra Velikog koji je imao namjeru osvojiti bogate rudnike zlata u Speru. Velika Armenija je uživala samostalnost dok ju nije oslabilo sve snažnije Seleukidsko Carstvo, te je 201. pr. Kr. posljednji Orontid, Oront IV. zbačen s vlasti, a na vlast je došao general Artaš, kasnije poznat kao Artaksije I., osnivač Arsakidske dinastije.

## Artaksidska Armenija
Rimljani su pobijedili Seleukidsko Carstvo 190. pr. Kr. u Bitci kod Magnezije, oslabivši Perziju, što je iskoristio Artaksije I. da proglasi neovisnost Armenije. U isto vrijeme se osamostalila pokrajina Sofena pod upravom drugog perzijskog startega, Zariadresa koji je priznavao rimsku vlast.
Armenija (koja je tada bila perzijskom satrapijom) je bila podijeljena na 120 klanskih područja kojima su vladali naharari. Ova područja je Artaksije I. ujedinio u helenističku državu poznatu kao Artaksidska Armenija (Արտաշեսյանների Թագավորություն Artašesianeri Tagavorutiun). Artaksije osvojio Erevan, ali je osnovao novu prijestolnicu Artašat na obali rijeke Aras, na strateškom položaju sjecišta putova koji su povezivali Staru Grčku, crnomorsku obalu, Baktriju i Indiju. Rimski pisci Strabo i Plutarh navode kako je u svojoj prijestolnici Artaksije primio i kartaškog vojskovođu Hanibala.
Armenija je za vladavine Tigrana II. Velikog (95. – 66. pr. Kr.) postala jednom od najvažnijih kraljevstava u području između Crnog mora, Sredozemlja i Kaspijskog jezera i najsnažnijim istočnim susjedom Rimske Republike. On je 83. pr. Kr. iskoristio poziv za pomoć jedne od zaraćenih seleukidskih frakcija u Siriji kako bi se ustoličio kao vladar Sirije, čime je okončana Seleukidska Perzija, a Tigran je vladao 17 godina u miru. Nakon Bitke kod Tigranocerte, armenske prijestolnice (69. pr. Kr.) u kojoj su Tigrana pobijedili Rimljani, Tigran je priznao njihovu vlast iako je zadržao svojevrsnu autonomiju.
Marko Antonije je svladao armenskog saveznika, Mitridata VI. Pontskog, 34. pr. Kr. i izvršio je invaziju Armenije. No, za vrijeme Rata Antonija i Oktavijana (32. – 30. pr. Kr.) Rim gubi vlast nad Armenijom. Kako se našla između dvije supersile, Rimskog Carstva i Partsko Carstva, često je bila mjesto njihovih sukoba. Naposljetku je car August 20. pr. Kr. dogovorio primirje s Partima tako što je načinio Armeniju prijelaznim područjem između dvije sile.
Artakside je naposljetku s vlasti zbacio upravo August 12. godine, nakon višegodišnjih previranja i građanskog rata. Rimljani su na vlast uspjeli postaviti svoje namjesnike, Tigran V. (2. – 6.) i Tigran VI. (58. – 66.), dok su Parti vladali od 37. do 47., a Iberi od 48. – 58. godine.
Armenska vjera u to vrijeme je bila mazdaistički zoroastrizam orijentiran na štovanje Mitre, a kršćanstvo se počelo širiti već oko 40. godine.
Naposljetku je car Neron 53. godine postavio partskog podanika i brata partskog kralja Vologaza I., Trdata I., za kralja Armenije i on je postao osnivač dinastije Arsakida (63.).

## Arsakidska Armenija
Rimljani su, nezadovoljni sve jačim utjecajem Parta u Armeniji, poveli Rimsko-partski rat (58. – 63.) i isprva su osvojili Armeniju 60., da bi je izgubili 62. godine. Na kraju je general Gnej Domicije Korbulon, legat Sirije, uz pomoć 5 rimskih legija, 63. godine porazio Vologasa I. Partskog koji je vratio Armeniju svom bratu, Trdatu I., koji je osnovao armensku dinastiju Arsakida ili Aršakuni (arm. Արշակունի) koji su vladala armenskim kraljevstvom do 428. godine.
Nakon što je Vologaz IV. Partski izvršio invaziju Armenije postavivši svog namjesnika na njezin tron, rimski car Lucije Ver je poveo novi uspješan Rimsko-partski rat (162. – 165.) godine. Rimski upravitelj, Sirijac Sohem od Emese, je nakon epidemije u vojnim redovima rimske vojske, već 166. godine izgubio Armeniju i ponovno je uspostavljena Arsakidska armenska dinastija pod partskom vlašću.
Neovisni vladarski niz je uspostavio Vologaz II. Armenski (Valarses/Vagaršak) 180. godine. On je prekinut 252. godine kada je Sasanidsko Perzijsko Carstvo željelo povratiti sva područja negdašnjeg Perzijskog Carstva okupiravši i Armeniju. Rimska vojska je odgovorila odlučnom pobjedom 287. godine, vrativši vlast arsakidskoj dinastiji ustoličenjem Trdata III. (287. – 314.). On je već 301. godine proglasio kršćanstvo državnom vjerom, postavši prva država koja je formalno preuzela kršćanstvo kao službenu državnu vjeru – 12 godina prije Rima (za vrijeme cara Galerija i službene rimske tolerancije kršćanstva), i 36 godina prije krštenja Konstantina Velikog. Armenska apostolska crkva je imala svoje sjedište (katolikos) u Ečmijadzinu, a ime je dobila jer su je navodno osnovali sami apostoli Sveti Juda Tadej i Sveti Bartol koji su propovijedali po Armeniji. Armenski kraljevi su potakli i stvaranje armenskog pisma kojeg je napravio sveti Mesrop Maštoc 405. godine.
Godine 387. Armensko Kraljevstvo je podijeljeno između Istočnog Rimskog Carstva i Sasanidskih Perzijanaca. Zapadna Armenija je ubrzo postala rimskom provincijom „Mala Armenija”, a istočna Armenija je zadržala svojevrsnu autonomiju sve do propasti Armenskog Kraljevstva 428. godine.
Nakon što je lokalno plemstvo zbacilo kralja, Armenija je potpala pod vlast Sasanidske Perzije kao vojna krajina (marcpanat pod upravom generala), dok je „Mala Armenija” ostala poluneovisna kneževina pod Bizantskim Carstvom. U sljedećim stoljećima Armensko Kraljevstvo je izmjenjivalo razdoblja autonomija s razdobljima stranih vladara kao što su: Perzijanci, Arapi, Bizant, Mongoli, i naposljetku Perzijanci, Rusi i Osmanlije.

## Poveznice
- Srednjovjekovno Armensko Kraljevstvo
- Armenska umjetnost

## Vanjske poveznice
- Povijest Armenije – video  Arhivirana inačica izvorne stranice od 18. srpnja 2011. (Wayback Machine)